# Romane Dieu
Romane Dieu (Albertville, 19 dicembre 2000) è un'ex saltatrice con gli sci francese.

## Biografia

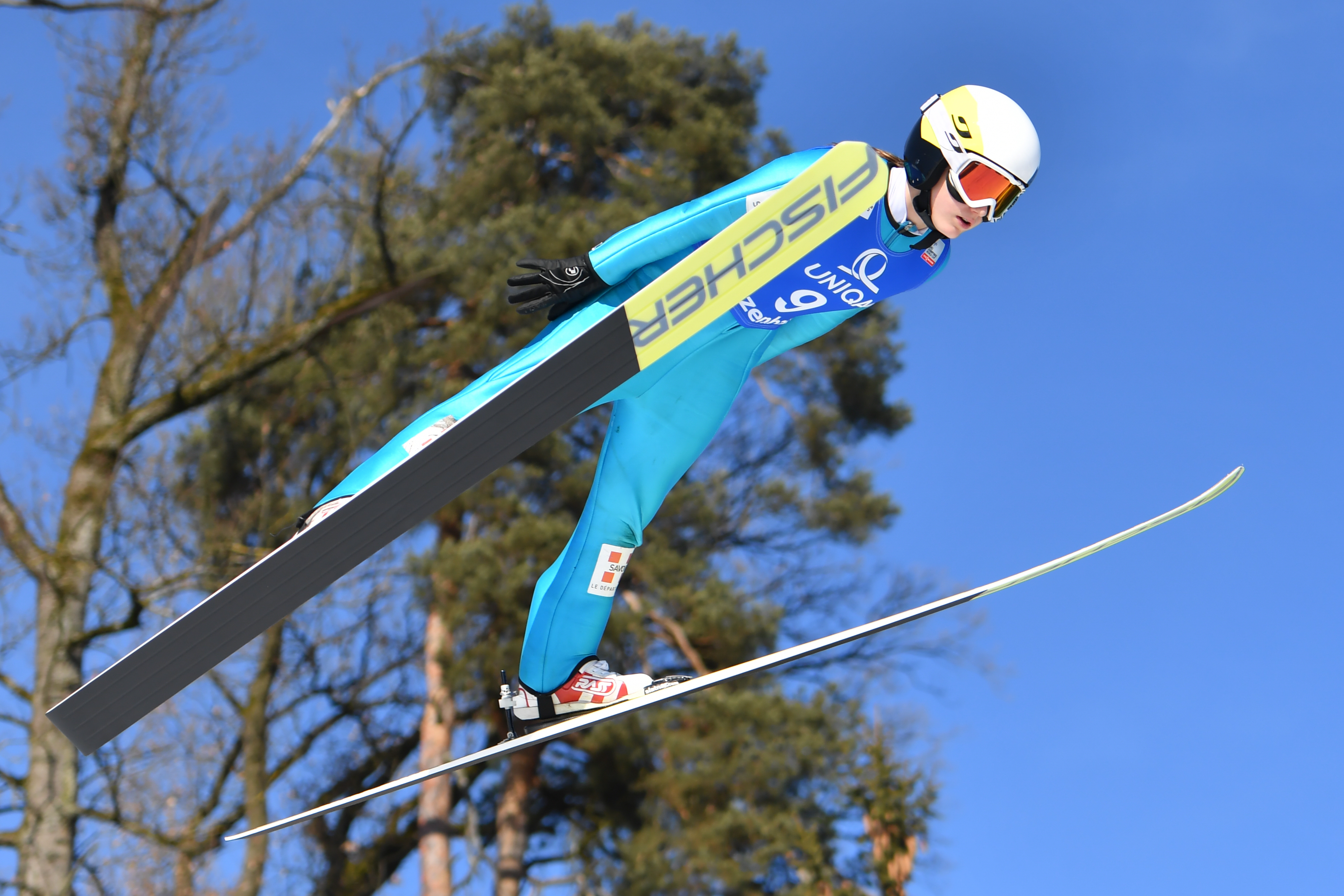
Romane Dieu in gara a Hinzenbach nel 2017

In Coppa del Mondo ha esordito il 28 gennaio 2017 a Râșnov (34ª) e ha ottenuto l'unico podio il 16 dicembre 2017 a Hinterzarten  (3ª). In carriera non ha preso parte né a rassegne olimpiche né iridate.

## Palmarès

### Mondiali juniores
- 1 medaglia:
  - 1 bronzo (gara a squadre a Kandersteg-Goms 2018)

### Coppa del Mondo
- Miglior piazzamento in classifica generale: 55ª nel 2017
- 1 podio (a squadre):
  - 1 terzo posto